# Зимняя жертва
«Зимняя жертва» (швед. Midvinterblot) — картина шведского художника Карла Ларссона, написанная в 1915 году для фойе центральной лестницы Национального музея Швеции в Стокгольме. Она известна как одна из самых противоречивых картин в Швеции.
На картине Ларссона изображена сцена из скандинавской легенды о шведском короле Домальди, который приносится в жертву, чтобы предотвратить голод. После долгих споров работа была отклонена музеем, но в конце XX века дискуссии о ней возобновились, и картина всё-таки была размещена там, где планировал Карл Ларссон.

## Предыстория

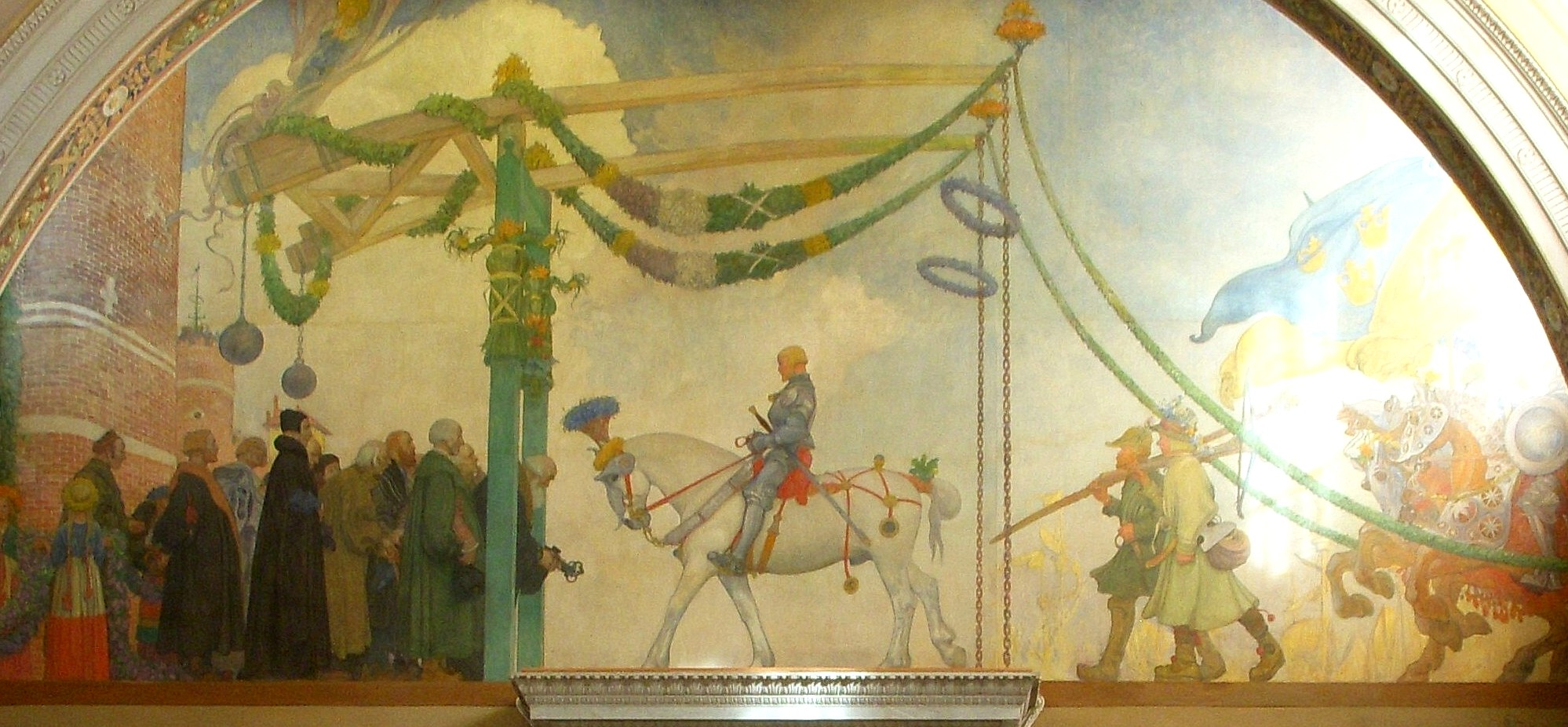
Картина «Прибытие в Стокгольм Густава Вазы», с которой должна была контрастировать «Зимняя жертва».

Ларссону было поручено украсить все стены центральной лестницы Национального музея Швеции кроме одной, которую он однако тоже хотел включить в свою работу. По его замыслу, картина на этой стене должна была контрастировать с другими его работами на лестнице. Так как на картине «Прибытие в Стокгольм Густава Вазы» была представлена тема середины лета с торжествующим королем, Ларссон хотел, чтобы последняя работа была посвящена теме середины зимы с королём, пожертвовавшим собой ради своего народа.

### Первый этюд

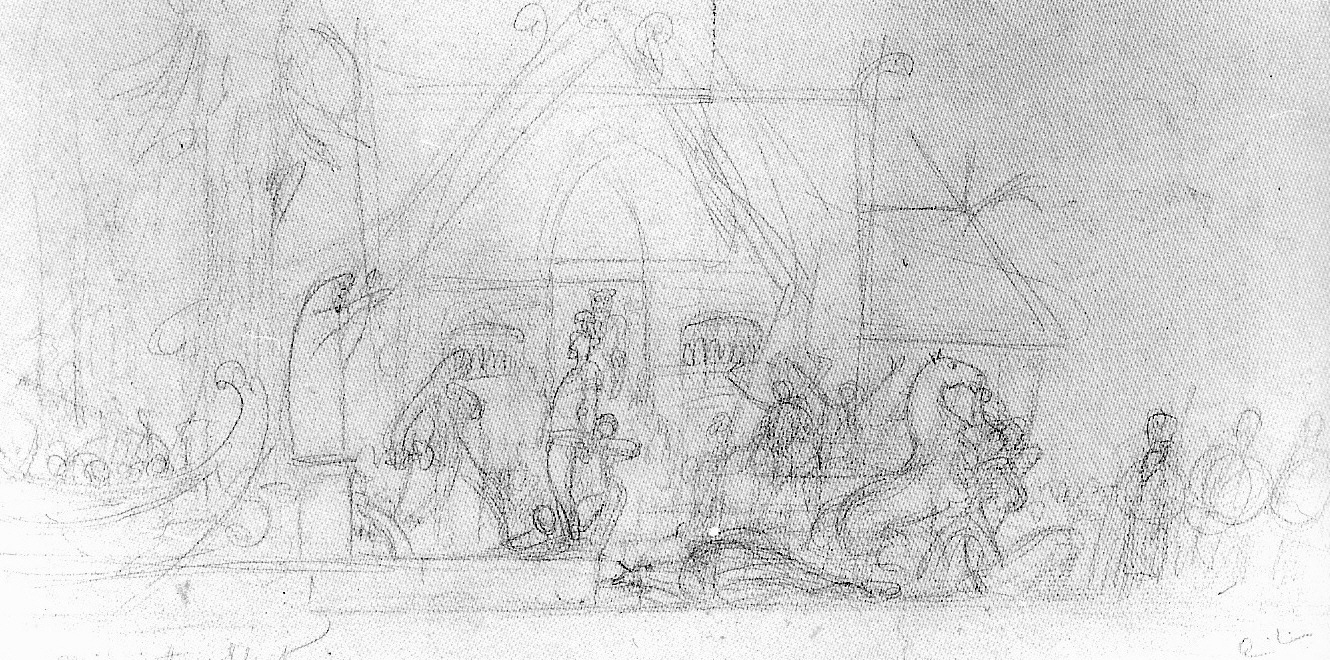
Первый этюд (№ 236), датированный 1910 годом

### Второй этюд

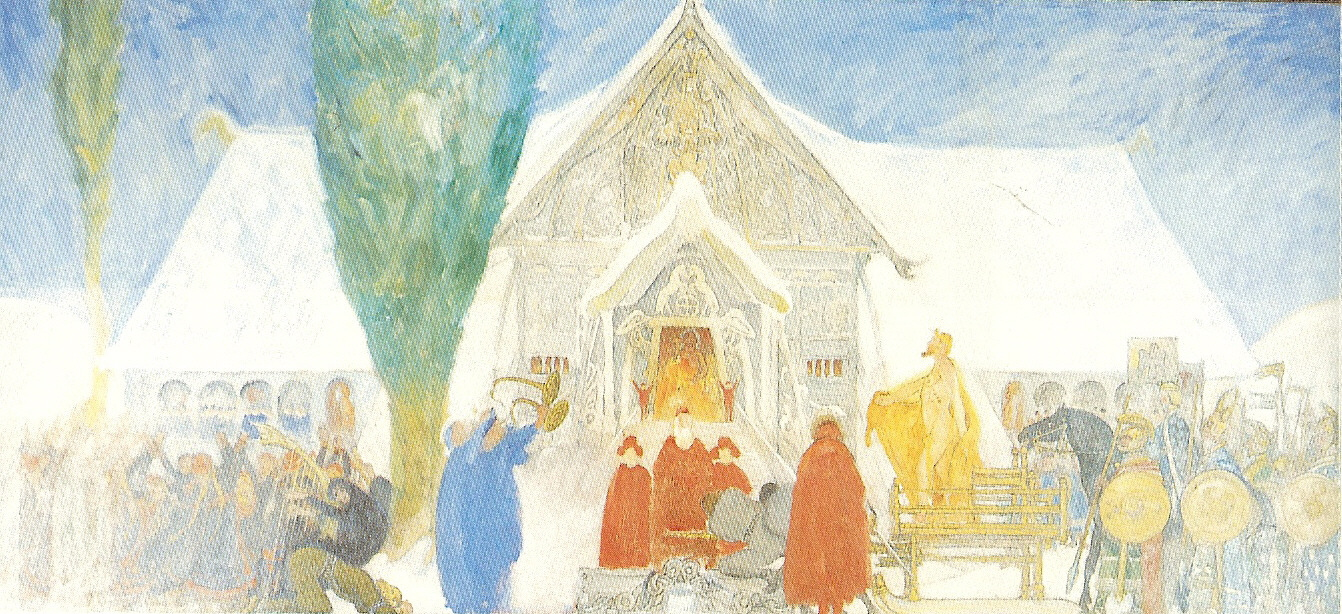
Второй этюд (№ 237), датированный 1913 годом

### Третий этюд

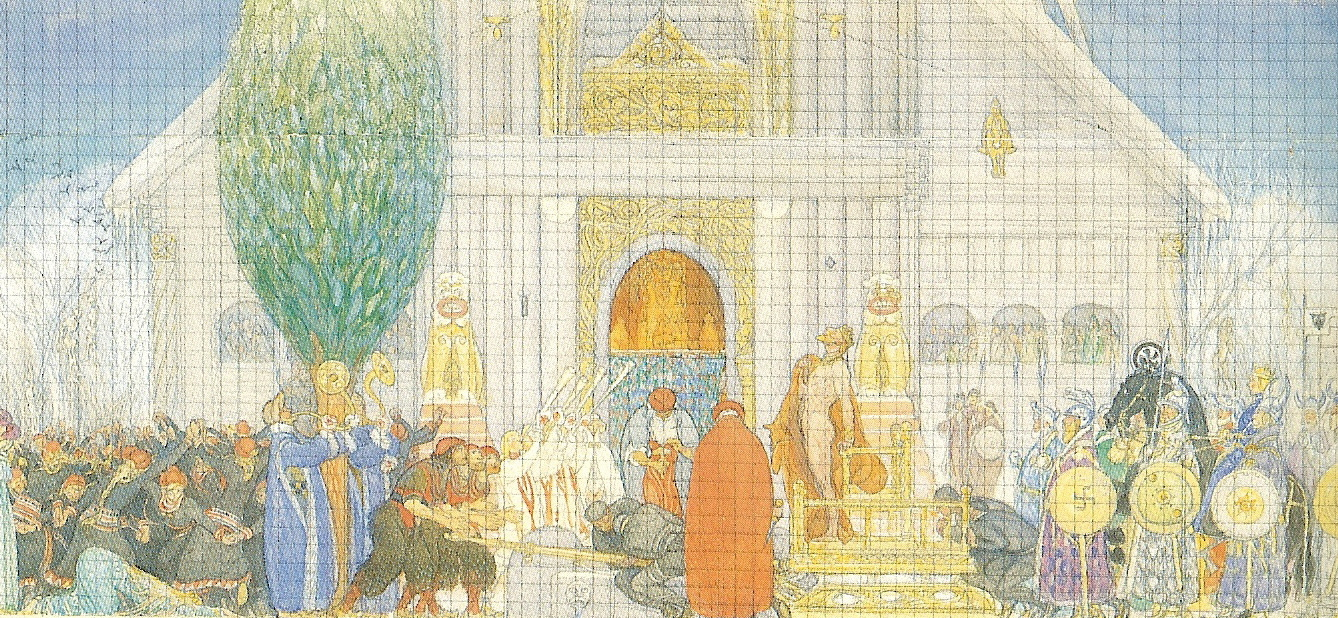
Третий этюд (№ 238), датированный 1913 годом

### Окончательная версия и её отклонение

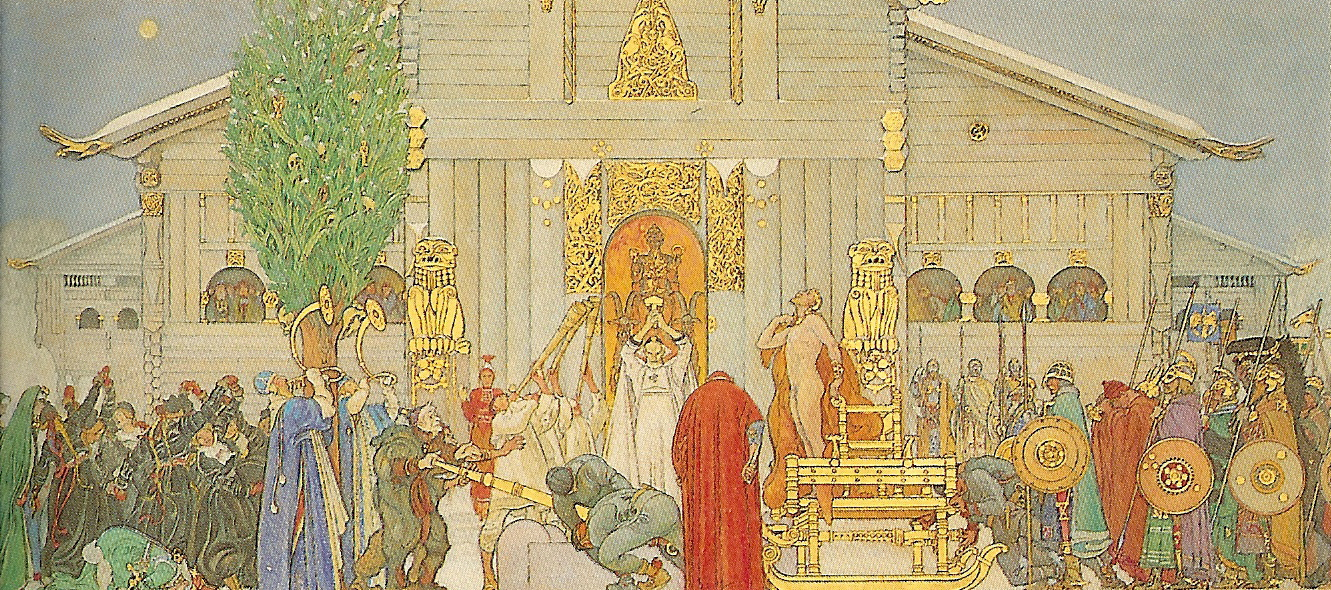
Четвёртый этюд (№ 239), датированный 1915 годом

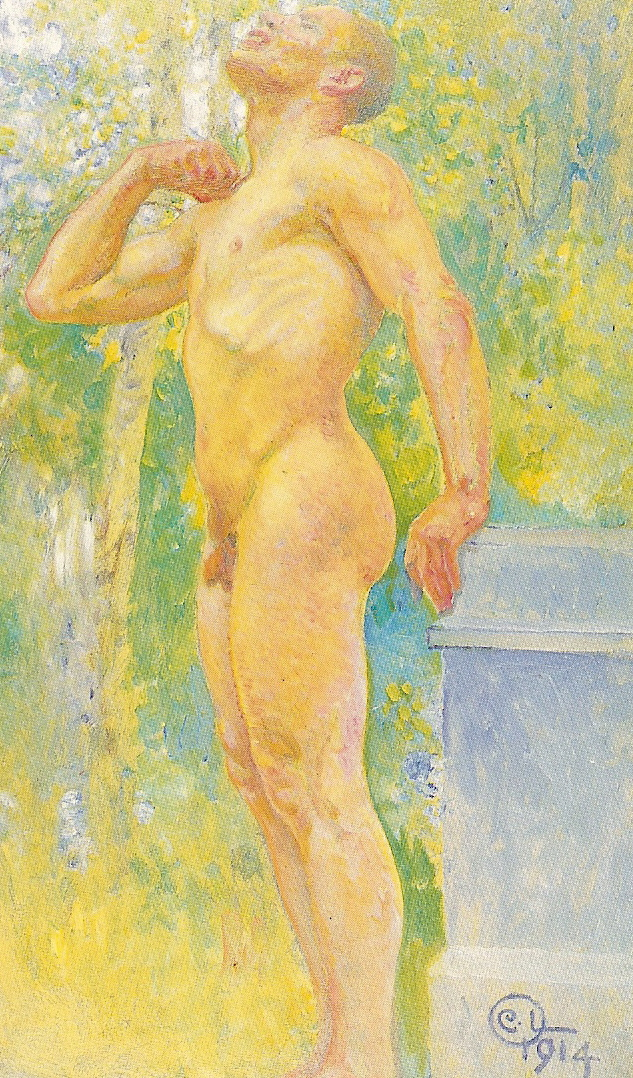
Этюд с изображением короля Домальди (№ 240), датированный 1914 годом

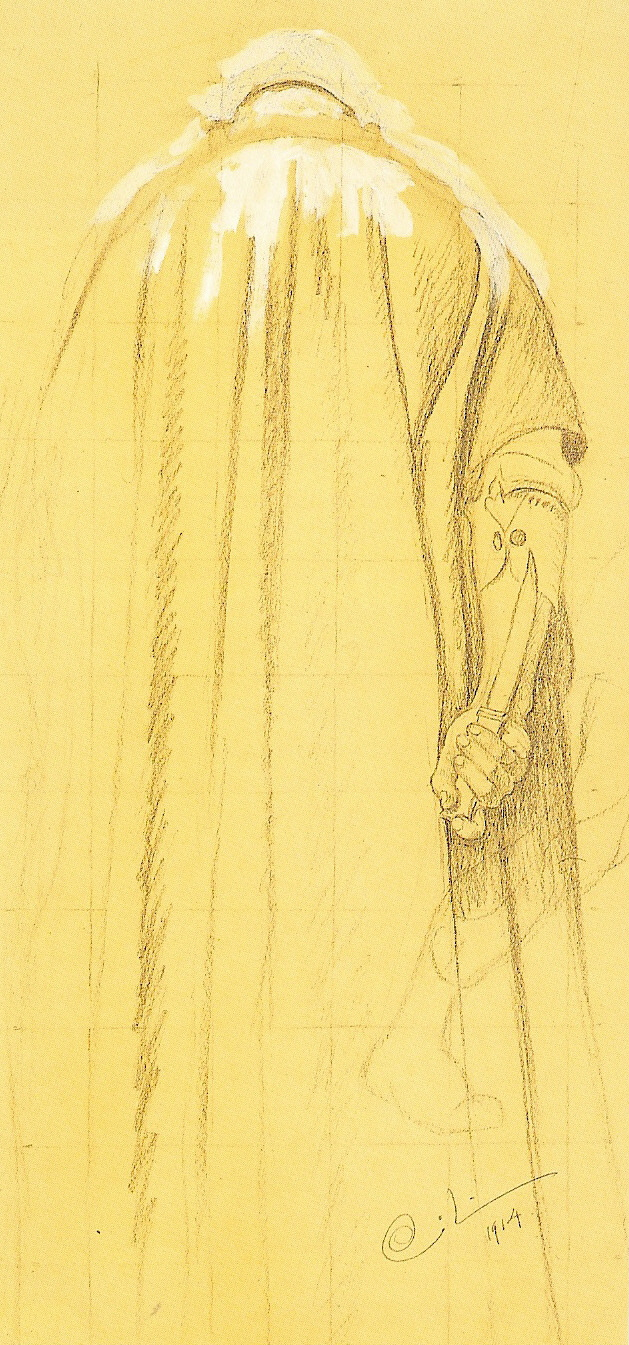
Колдун (№ 241), датированный 1914 годом

## Последующая полемика и окончательное принятие

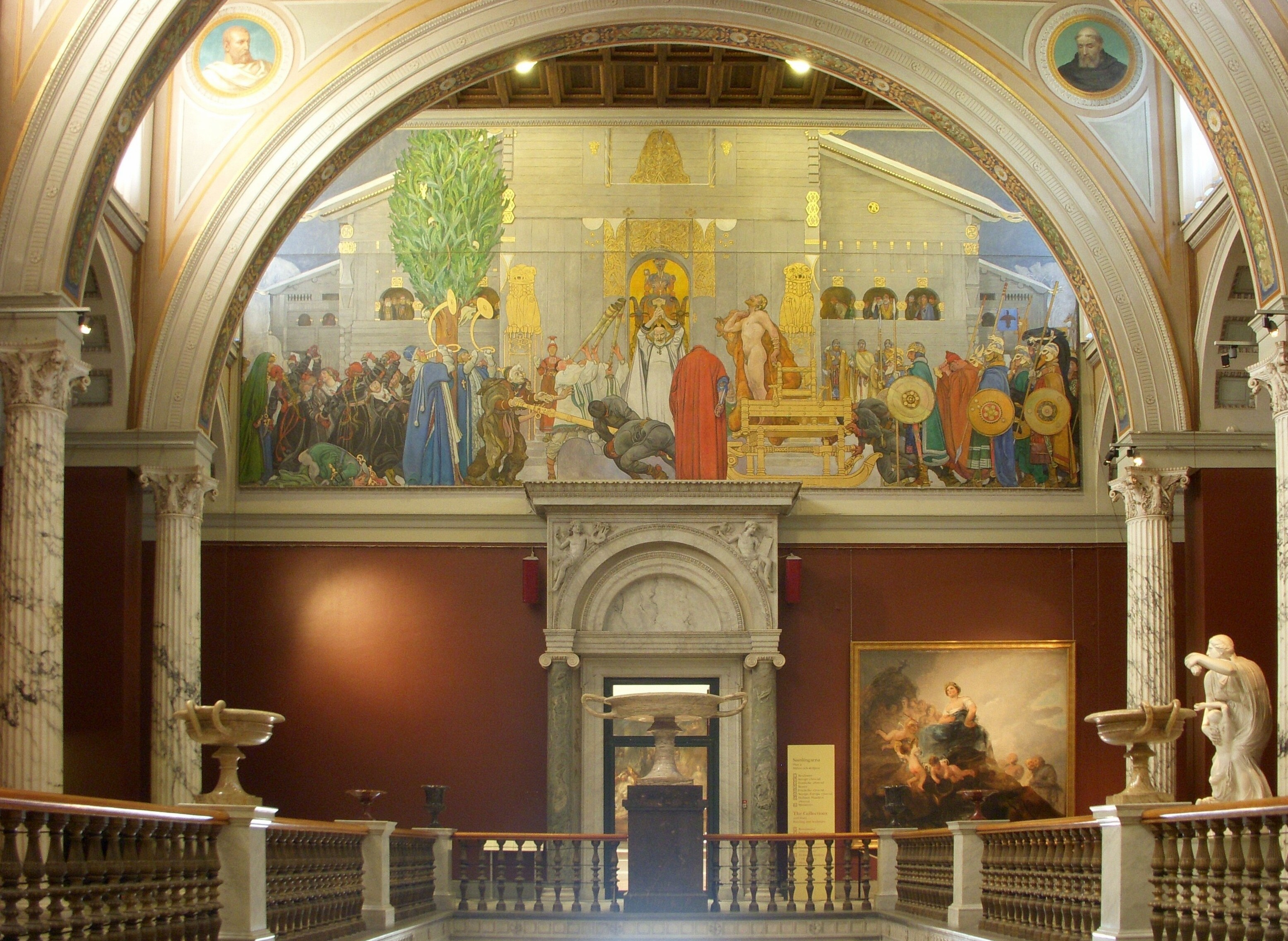
В 1997 году картина была наконец размещена на том месте, для которого и была написана (фотография сделана в 2008 году).